# Anoplostoma viviparum
Anoplostoma viviparum är en rundmaskart som först beskrevs av Butschli 1974.  Anoplostoma viviparum ingår i släktet Anoplostoma och familjen Anoplostomatidae. Arten är reproducerande i Sverige. Inga underarter finns listade i Catalogue of Life.